# Christoph Radziwiłł

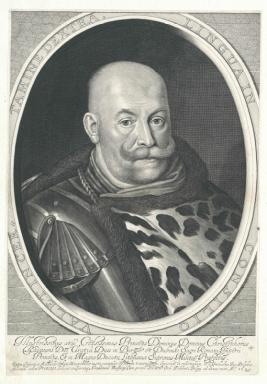
Christoph Radziwiłł

Christoph Radziwiłł (auch Christoph „der Jüngere“ Radziwiłł, polnisch Krzysztof „Młodszy“ Radziwiłł, litauisch Kristupas „Jaunasis“ Radvila; * 22. März 1585 in Biržai; † 19. November 1640 in Svėdasai) war ein litauischer Adeliger, Offizier und Beamter im Staatsdienst aus dem Adelsgeschlecht der Radziwiłł (lit. Radvila). Er war Reichsfürst im HRR, 1615–1635 Feldhetman von Litauen, 1632 Marschall des Sejms, ab 1633 Kastellan und Wojewode von Wilna, ab 1635 Großhetman von Litauen.

## Leben
Fürst Christoph Radziwiłł wird von der Nachwelt als einer der bemerkenswertesten Magnaten seiner Epoche bezeichnet.
Radziwiłł war Anhänger und Verteidiger des Calvinismus in Litauen. Er gründete vor diesem Hintergrund ein reformiertes Kulturzentrum auf seinem Anwesen in Kedahnen, dass bis zum 19. Jahrhundert als Mittelpunkt der polnischen reformierten Kirche blühte. Durch seinen Glauben wurde er zum Führer der Opposition in Litauen gegen den streng katholischen Sigismund III. Wasa. Gleichzeitig war er Anhänger dessen toleranteren Sohnes Władysław IV. Wasa. Er setzte sich ein, für die Ehe Władysławs mit einer protestantischen Prinzessin, was jedoch scheiterte. Ebenfalls suchte er zur Durchsetzung der Glaubensfreiheit gegen den katholischen Klerus das Bündnis mit Kurfürst Georg Wilhelm von Brandenburg.
Das Kriegshandwerk erlernte er an der Seite des Vaters, als dieser in den Schwedisch-Polnischen Kriegen 1600–1629 eine Streitmacht von 20.000 Soldaten nach Livland führte. Danach nahm er am Polnisch-Russischen Krieg 1609–1618 teil. In den Jahren 1617–1618 und 1621–1622 waren viele Kampagnen unter seinem Kommando im Baltikum gegen die Schweden erfolgreich. Im Smolensker Krieg 1632–1634 zeichnete er sich besonders aus. 1635 beendete er seine militärische Karriere, nachdem er 20 Jahre den zweithöchsten Rang (Feldhetman von Litauen) innehatte. Er widmete sich in der Folge der Verwaltung seiner Landgüter.
Christoph Radziwiłł war auch Eigentümer von Biržai, Starost von Mahiljou, Bystrzyca, Žiežmariai und Seje. Er besaß ein Pferdegestüt, das seinerzeit weit über die Grenzen Polen-Litauens bekannt war.

## Familie
Christoph war Sohn des Krzysztof Mikołaj Radziwiłł († 1603) und der Katarzyna Radziwiłł, geborene Tęczyńska († 1592). Er war vermählt mit Anna Radziwiłł, geborene Kiszka († nach 1642), mit der er die Kinder Janusz Radziwiłł und Katarzyna Radziwiłł († nach 1672) hatte.